# Élection présidentielle chilienne de 1999-2000
L'élection présidentielle chilienne de 1999-2000 s'est tenue, pour le premier tour, le 12 décembre 1999. Un deuxième tour le 16 janvier 2000 mettait en concurrence Ricardo Lagos et Joaquín Lavín.